# نامه‌ریکاوا، تویاما
نامه‌ریکاوا در استان تویاما در کشور ژاپن واقع شده‌است  که دارای جمعیت ۳۳٬۷۸۹ نفر و مساحت ۵۴٫۶۱ کیلومتر مربع با تراکم جمعیت ۶۱۹  نفر در کیلومترمربع است و در تاریخ ۱ مارس ۱۹۵۴ به عنوان شهر شناخته شد.